# Zogbodomey
Zogbodomey es una comuna beninesa perteneciente al departamento de Zou.
En 2013 tenía 92 935 habitantes, de los cuales 10 710 vivían en el arrondissement de Zogbodomey.
Se ubica sobre la carretera RNIE2, unos 10 km al sur de Bohicon.

## Subdivisiones
Comprende los siguientes arrondissements:
- Akiza
- Avlamè
- Cana I
- Cana II
- Domè
- Koussoukpa
- Kpokissa
- Massi
- Tanwé-Hessou
- Zogbodomey
- Zoukou